# سی‌اس‌آی
سی‌اس‌آی (به انگلیسی: C.S.I) نام یک سریال تلویزیونی پرطرفدار در ایالات متحده آمریکا است. که از ۶ اکتبر سال ۲۰۰۰ پخش آن آغاز شد و پس از نمایش ۳۳۷ قسمت (اپیزود) در ۱۵ فصل ، ۲۷ سپتامبر ۲۰۱۵ پایان یافت.
CSI مخفف واژهٔ Crime Scene Investigation است، که به معنای تحقیقات صحنه جرم می‌باشد و سریال در مورد ماجراهای اداره پلیس شهر لاس وگاس در ایالت نوادا است.
سازنده این اثر آنتونی زوکر است و مالکیت این سریال تلویزیونی متعلق به شبکه سی بی اس آمریکا است.
سی اس آی در بین سالهای ۲۰۰۲ تا ۲۰۰۳ با نزدیک به ۲۶٫۲ میلیون بیننده پر بیننده‌ترین سریال تلویزیونی سال آمریکا گشت.
این سریال تاکنون برنده جایزه امی هم شده است و به حدی موفقیت‌آمیز بود که دو سریال دیگر (سی اس آی: میامی و سی اس آی: نیویورک) از روی این سریال ساخته و پخش شده‌اند.